# Erró
Erró, seudónimo de Guðmundur Guðmundsson (Ólafsvík, 19 de julio de 1932), es un pintor y escultor islandés.

## Vida y obra
Nació en un pequeño poblado de Ólafsvík situado en la península de Snæfellsnes, pero muy tempranamente se trasladó al sur de Islandia, a la localidad de Kirkjubæjarklaustur, donde vivió en una granja cercana a un glaciar con sus padres y hermanastros hasta los 14 años. Trabajó allí ayudando en un matadero (hoy convertido en un hotel de turismo) donde se mataban 35.000 ovejas cada otoño.  Su familia lo apoyó para trasladarse a Reikiavik, donde vivían su tía y abuela, y continuar allí sus estudios.
No tardó mucho en abandonar Reikiavik y, aunque la mayor parte de los artistas solía ir a Copenhague para continuar su formación artística, Erró prefirió ir a Oslo porque quería practicar esquí y  alpinismo.
Hasta 1954 estudió en la academia de arte en Oslo. Tras sus estudios viajó a Florencia, donde entre otras cosas se dedicó hasta 1958 a explorar la técnica artística del mosaico. En 1958 se mudó a París y participó allí en 1960 en la exposición Antiproces con algunas de sus obras. Desde 1961 y hasta 1966 participó anualmente en la exposición parisiense Salon de Mai. A ello siguieron numerosos viajes y exposiciones en otros países, por ejemplo, expuso en 1969 en la Asociación de Arte de Karlsruhe (Kunst und Politik [Arte y política]). Además filmó varias películas, entre ellas Grimaces (1964).
En 1958 se estableció en París, lo que posibilitó su encuentro con el surrealismo y el situacionismo y permitió que conociera  a artistas notables como Joan Miró, André Masson y Man Ray. También pudo reencontrarse allí con el chileno Roberto Matta, con quien ya había tomado contacto en 1956 en la Bienal de Venecia.
En sus cuadros el pintor muestra un estilo que oscila entre el surrealismo y el Pop Art. El mundo moderno, con su técnica y su inhumanidad aparecieron reiteradamente en la temática de sus obras. Integra además elementos del cómic y de la ciencia ficción. La crítica lo clasifica como un destacado exponente del arte figurativo narrativo y el pintor islandés más conocido internacionalmente.
En 1989 Erró donó una notable colección de 3000 de sus obras a la ciudad de Reikiavik para ser administradas por el Museo de Arte. Al cumplirse 20 años de la magna donación, se editó en 2009 el libro Erró – Mannlýsingar/Portraitsque, el que fue lanzado en conjunto con una exposición de igual nombre.
El 13 de julio de 2010 fue galardonado con la condecoración francesa Legión de Honor (chevalier), promovido el 31 de diciembre de 2019 al grado de officier.
Durante la inauguración de su exposición Retrospectiva en Reikiavik en septiembre de 2012, el alcalde Jón Gnarr otorgó a Erró el reconocimiento como ciudadano honorario de Reikiavik,convirtiéndose en la cuarta persona que recibía este honor desde 1961.
Uno de sus hermanos es el destacado geólogo, periodista, escritor  y político, Ari Trausti Guðmundsson.
Ha pasado la mayor parte de su vida entre París, Tailandia y Formentera.

## Exposiciones
- 1969: A.R.C. Museo de Arte Moderno de París

- 1973: Galería Godula Buchholz, Múnich
- 1975: Museo de Arte de Lucerna
- 1976: Galería Godula Buchholz, Múnich
- 1975: Let's mix all feelings together Gianfranco Baruchello, Erró, Öyvind Fahlström & Klaus Liebig, Galería municipal en la Lenbachhaus, Múnich, Frankfurter Kunstverein, Fráncfort del Meno, Museo de Arte Moderno de París, Museo Louisiana de arte moderno, Humlebæk
- 1979: Galería Godula Buchholz, Múnich
- 2011: Erró – Portrait und Landschaft, Schirn Kunsthalle, Fráncfort del Meno[6]
- 2011: Erró – Jean-Jacques Lebel: 1955–2011, HilgerBROTKunsthalle, Viena
- 2014: Erró – Rétrospective, Museo de Arte Contemporáneo de Lyon, Lyon
- 2023: Erró - The power of Images, ARoS, Aarhus, Dinamarca